# 约瑟夫·莫尔
约瑟夫·莫尔（德語：Joseph Franz Mohr，1792年12月11日—1848年12月4日）是一名奥地利天主教神父和作家，曾為聖誕頌歌《平安夜》作词。